# Zastava Srednjoafričke Republike
Zastava Srednjoafričke Republike usvojena je 1. prosinca 1958.
Dizajnirao ju je Barthélemy Boganda, koji je vjerovao da "Francuska i Afrika moraju marširati zajedno." Zato je zastava mješavina francuske trobojke i panafričkih boja.
Crvena predstavlja krv prolivenu u borbi za neovisnost i onu koja će biti proliveni u zaštiti naroda. Plava predstavlja mir i dostojanstvo, zelena nadu i vjeru, a žuta toleranciju.